# شهرستان لوبانگ
شهرستان لوبانگ (به لهستانی: Powiat Lubań) یک شهرستان در لهستان است که در استان سیلزی سفلی واقع شده‌است. شهرستان لوبانگ ۴۲۸٫۱۹ کیلومتر مربع مساحت و ۵۷٬۰۶۱ نفر جمعیت دارد.